# Hội nghị cấp cao Đông Á lần thứ hai
Hội nghị cấp cao Đông Á (EAS) là một diễn đàn gồm các quốc gia ở châu Á được các lãnh đạo của 16 quốc gia Đông Á và khu vực lân cận tổ chức mà Khối ASEAN là trung tâm. Các cuộc họp sẽ được tổ chức sau các cuộc họp thường niên của lãnh đạo của khối ASEAN.
Hội nghị EAS lần hai đã được tổ chức vào ngày 13 tháng 12 năm 2006 tại Cebu. Philippines. Sau khi xây dựng lòng tin của EAS lần thứ nhất năm 2006 để giúp đỡ nhằm xác định vai trò tương lai của EAS và mối quan hệ của nó với ASEAN+3 và sự tham gia của Nga vào EAS. Tuy nhiên, khi đối mặt với cơn bão Utor thì hội nghị thượng đỉnh đã bị hoãn lại cho đến tháng 01 năm 2007.  Hội nghị đã được tái dự kiến tổ chức vào 15 tháng 01 năm 2007, khoảng một tháng sau ngày theo lịch trình ban đầu.

## Tham dự EAS 2
16 quốc gia tham gia là:

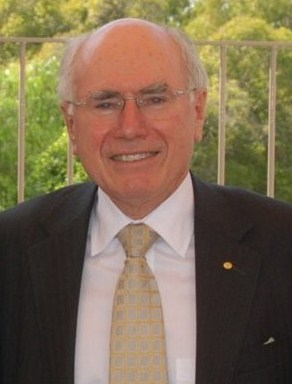
John Howard Thủ tướng
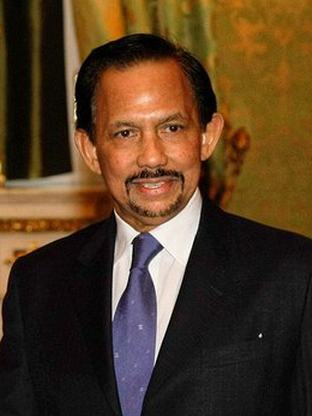
Hassanal Bolkiah Sultan và Thủ tướng của Brunei
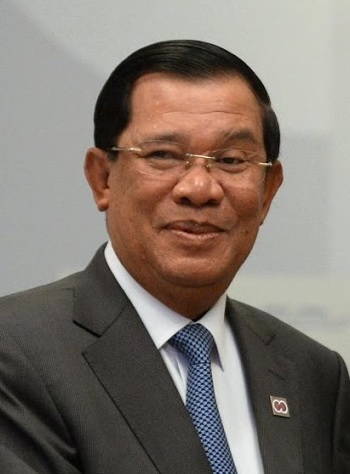
Hun Sen Thủ tướng
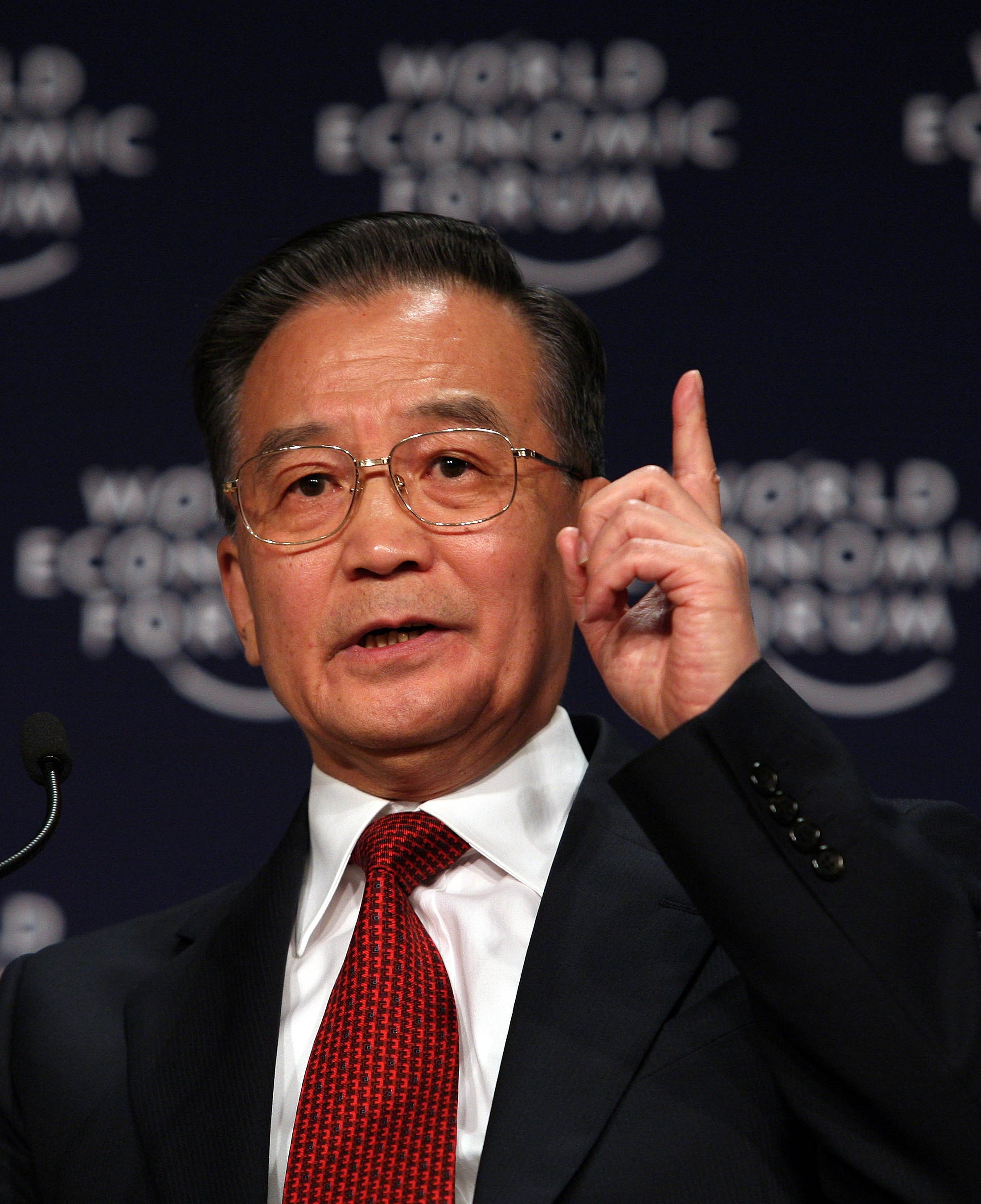
Ôn Gia Bảo Thủ tướng
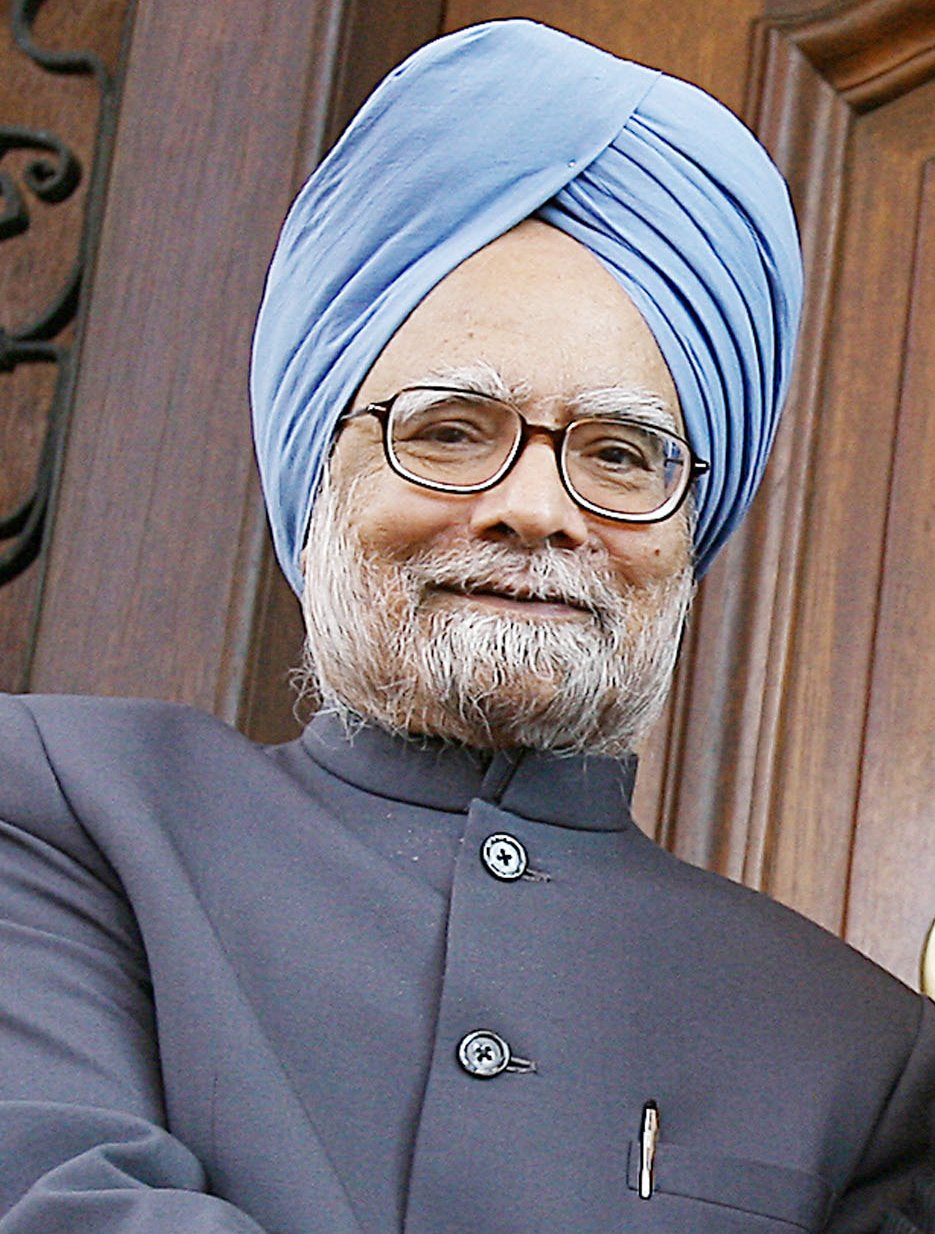
Manmohan Singh Thủ tướng
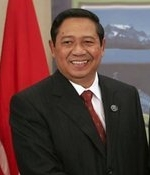
Susilo Bambang Yudhoyono Tổng thống
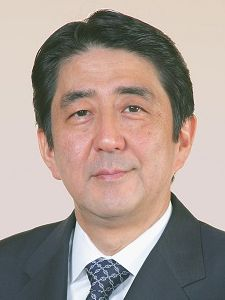
Abe Shinzō Thủ tướng
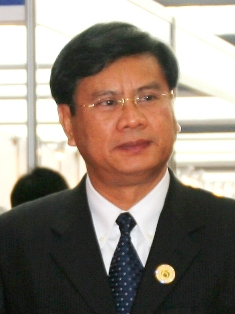
Bouasone Bouphavanh Thủ tướng
Abdullah Ahmad Badawi Thủ tướng
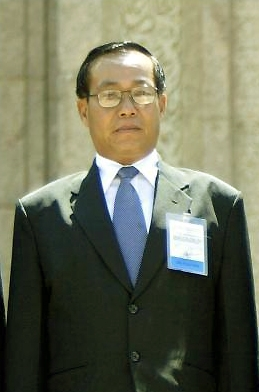
Soe Win Thủ tướng
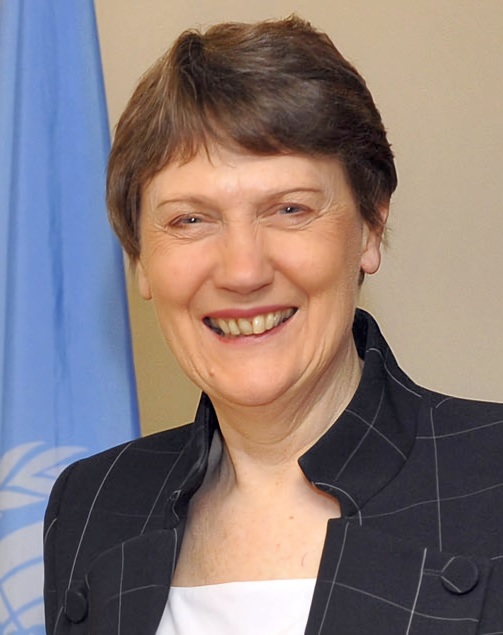
Helen Clark Thủ tướng
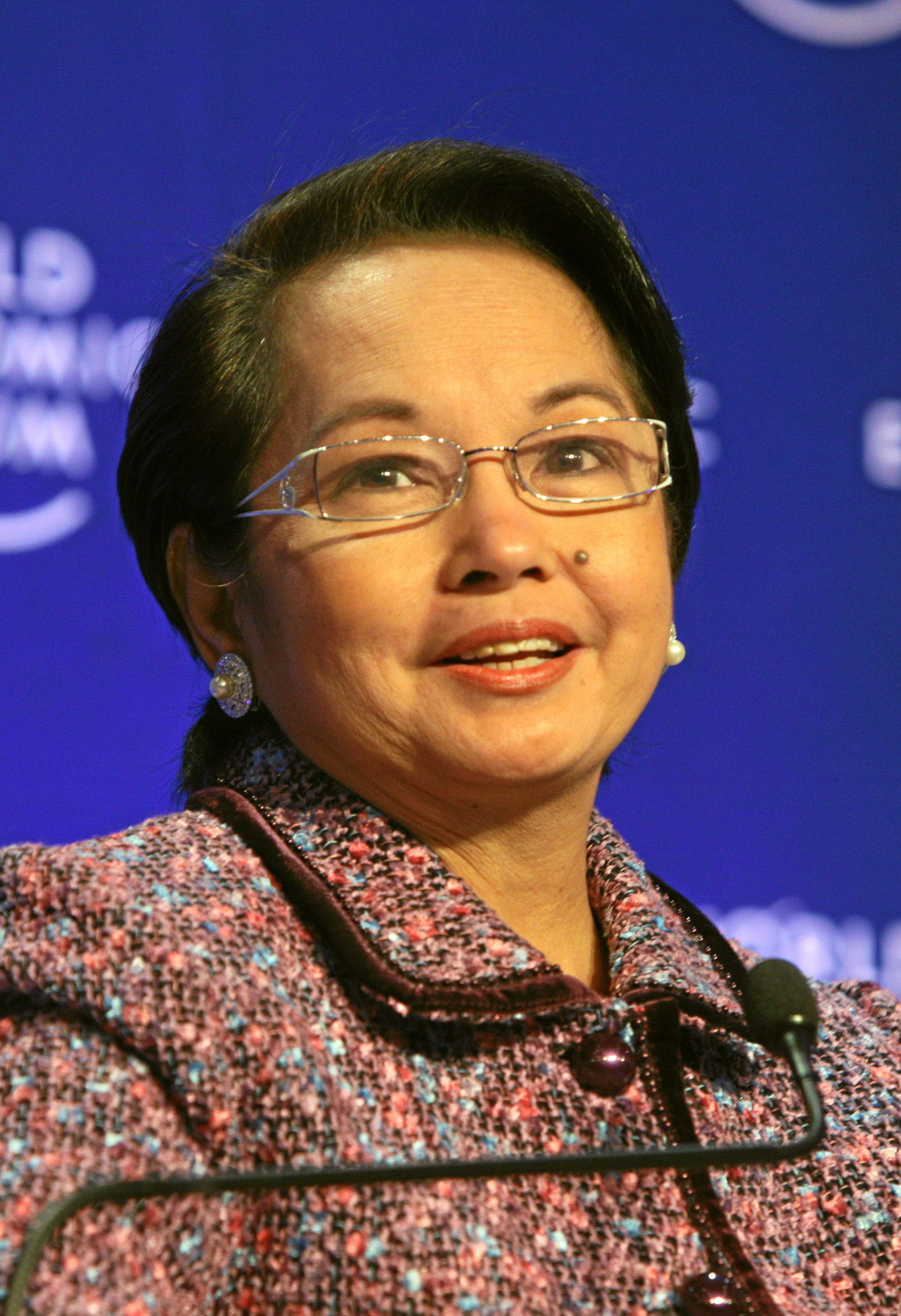
Gloria Macapagal-Arroyo Tổng thống (Chủ tịch)
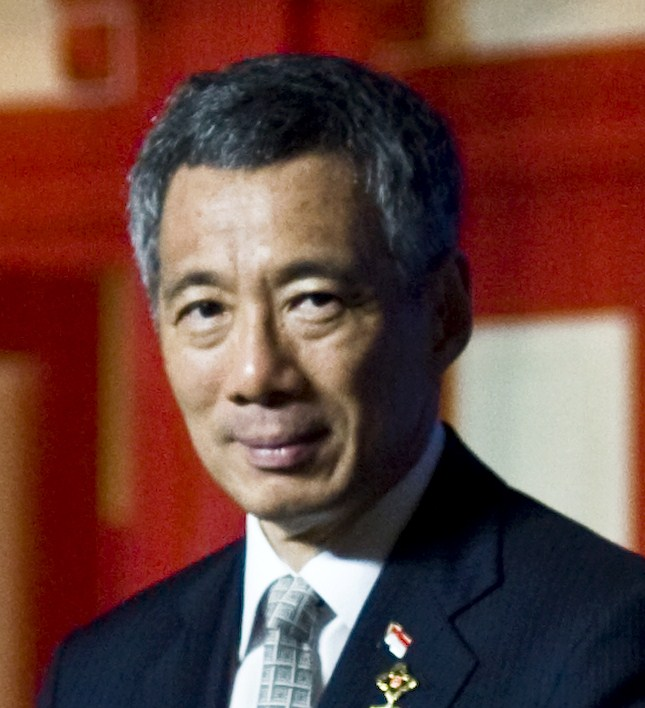
Lý Hiển Long Thủ tướng
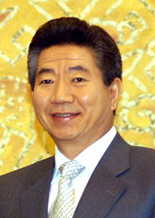
Roh Moo-hyun Tổng thống
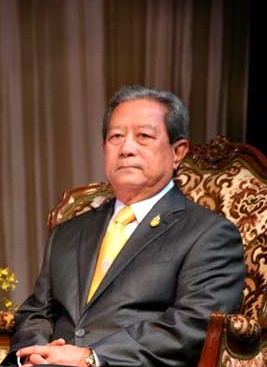
Surayud Chulanont Thủ tướng

## Các vấn đề về tại EAS lần thứ hai
Các cuộc họp của các ngoại trưởng EAS tại Kuala Lumpur ngày 26 tháng 07 năm 2006 xác định năng lượng, tài chính, giáo dục, dịch cúm gia cầm và giảm nhẹ thiên tai quốc gia là vấn đề ưu tiên cho EAS năm 2006. Philippines, nước chủ nhà của năm 2006 (nay là 2007) EAS, cũng cho biết sự thất bại của Vòng đàm phán Doha sẽ được đưa vào chương trình nghị sự.

### Hiệp định thương mại tự do Đông Á/đối tác kinh tế toàn diện Đông Á (CEPEA)
Trong tháng 04 năm 2006, Nhật Bản công bố một đề nghị cho một Hiệp định đối tác kinh tế Đông Á (còn gọi là các đối tác kinh tế toàn diện Đông Á (CEPEA) hoặc sáng kiến Nikai trong tài liệu tham khảo để Toshihiro Nikai trong tài liệu tham khảo để các Bộ trưởng kinh tế Nhật Bản sau đó) bao gồm các thành viên hiện tại của EAS. Nhật Bản đã quảng bá các khái niệm, mô tả về một cái gọi là "OECD Đông Á". Ban đầu này đã được liên kết với một thời gian biểu cho các cuộc thảo luận bắt đầu vào năm 2008 và kết thúc vào năm 2010, trong đó đã gặp một số hoài nghi.
Vào tháng 08 năm 2006 này đã được đề nghị một cách tinh chế Nhật Bản  do sự bảo vệ của Bộ trưởng Thương mại Nhật Bản Toshihiro Nikai bao gồm:
- Một quỹ khoảng từ 80 triệu USD đến 100 triệu USD để bắt đầu một quan hệ đối tác kinh tế toàn diện (CEP) với Đông Á, theo mô hình của OECD;[14][15] và
- Một tổ chức được đặt tên là Viện Nghiên cứu Kinh tế Đông Á đối với ASEAN và Đông Á (ERIA) trong một quốc gia ASEAN để nghiên cứu những lợi ích của một Hiệp định thương mại tự do đề xuất giữa 16 thành viên của EAS; và
- Hiệp định thương mại tự do Đông Á (EAFTA) giữa các thành viên của EAS.

Phản ứng lẫn lộn sau các cuộc thảo luận của Bộ trưởng Ngoại giao EAS tại Kuala Lumpur ngày 26 tháng 07 năm 2006, để thiết lập chương trình nghị sự cho EAS thứ hai, nó xuất hiện rằng đề xuất như sau đó đã đứng đã không có đủ sự ủng hộ để được bao gồm như là một chương trình nghị sự cho EAS lần thứ hai. Mặc dù Philippines, đó là chủ nhà của EAS lần thứ hai, cho biết thương mại sẽ được vào chương trình nghị sự nhưng về những khó khăn sau đó có mặt cùng với vòng đàm phán Doha.
Tuy nhiên, ngay sau cuộc họp của EAS thì Bộ trưởng Ngoại giao Nhật Bản đề xuất mong muốn tiếp tục thảo luận về các ý tưởng về một Hiệp định Thương mại Tự do giữa các thành viên của EAS.
Ấn Độ công khai hỗ trợ một khu vực của châu Á với Hiệp định thương mại tự do. New Zealand đã bày tỏ sự ủng hộ. Cũng như có thêm Malaysia. Úc mô tả đề xuất là "thú vị". Indonesia đã nghiêng về bảo vệ hỗ trợ cho các đề xuất liên kết nó với các đề nghị Cộng đồng Đông Á và các giá trị châu Á. ASEAN đã hỗ trợ cho các đề nghị của Nhật Bản và nghiên cứu các đề xuất trong EAFTA.
Ong Keng Yong, Tổng thư ký ASEAN đã gợi ý rằng "nó có thể được thực hiện", đề cập đến một EAFTA, và ước tính sẽ phải mất 10 năm. ASEAN dường như có một cái nhìn bi quan về tính khả thi của ý tưởng vào năm 2006.
Nhật Bản vẫn cho biết rất vui mừng với những phản ứng tích cực với đề xuất này.
Tuy nhiên, Trung Quốc, Hàn Quốc và các nước ASEAN cũng được cho là đã gián tiếp bày tỏ hoài nghi về ý tưởng. Những khó khăn với FTA của ASEAN - Ấn Độ không lãng phí nhiều cho một FTA quy mô lớn hơn. Nhật Bản cũng đã phải tự bảo vệ mình khỏi các cáo buộc rằng đề xuất này đã được đưa ra như một cơ chế để chống Trung Quốc
Vị trí của Trung Quốc được dự kiến của một số nhà bình luận mặc dù không phải tất cả đồng ý.  Trung Quốc dường như thích các nhóm hẹp của ASEAN+3 về Hiệp định thương mại tự do trong tương lai. New Zealand đã bày tỏ tin tưởng rằng Trung Quốc sẽ ủng hộ đề xuất này, đặc biệt là nếu các nghiên cứu cho thấy một lợi ích cho Đông Á từ một EAFTA
Hoa Kỳ đã đề xuất một FTA trong các thành viên của APEC có thể để đáp ứng với những gợi ý của một FTA giữa các thành viên của EAS. Nhật Bản đã đề nghị rằng EAFTA có thể được sử dụng như là một khối xây dựng cho lớn hơn FTA của APEC. Mỹ tích cực sắp ra chống lại một động thái như vậy có liên quan về một đường xuống giữa Thái Bình Dương, trong khi các nền kinh tế châu Á đang lo ngại về khả năng của Mỹ để cung cấp một FTA trên diện rộng.
Trong tháng 09 năm 2006 Toshihiro Nikai đã được thay thế vị trí Bộ trưởng Bộ Kinh tế, Thương mại và Công nghiệp (Nhật Bản) của Akira Amari. Người kế nhiệm của Nikai đã theo đuổi các sáng kiến Nikai - Đối tác kinh tế toàn diện Đông Á (CEPEA).

### Tăng trưởng ở Ấn Độ và Trung Quốc quan hệ và sự tan băng của Nhật Bản
Trong tháng 11 năm 2006 Ấn Độ và Trung Quốc công bố kế hoạch tăng gấp đôi thương mại song phương vào năm 2010.  Các mối quan hệ đang phát triển giữa hai quốc gia đông dân nhất thế giới đã được xem như là một nguồn tiềm năng của sự ổn định và hợp tác trong khu vực.  Hai nước tuyên bố chung vào 21 Tháng 11 2006 thống nhất tại đoạn 43 để "hợp tác chặt chẽ" trong khuôn khổ của EAS.
Hơn nữa những thay đổi lãnh đạo tại Nhật Bản với Shinzo Abe cuộc bầu cử của Thủ tướng Chính phủ của Nhật Bản trong tháng 09 năm 2006 đã mang về một số tan băng trong mối quan hệ của Nhật Bản với cả Trung Quốc và Hàn Quốc.
Những thay đổi này cho thấy tiềm năng cho động lực khác nhau trong EAS thứ hai để những căng thẳng trong EAS lần thứ nhất.

### Kho dự trữ nhiên liệu
Đó là đề xuất rằng một thỏa thuận để tiêu chuẩn hóa các quy tắc cho nhiên liệu sinh học và các thỏa thuận về nhiên liệu dự trữ sẽ tạo thành một phần của 2006 EAS.

## Kết quả của EAS lần thứ hai
Các kết quả được tóm tắt trong Tuyên bố của Hội nghị cấp cao Đông Á lần thứ hai.

### Năng lượng
Các thành viên của EAS ký Tuyên bố Cebu về an ninh năng lượng Đông Á, một tuyên bố về an ninh năng lượng và nhiên liệu sinh học có chứa tuyên bố cho các thành viên để chuẩn bị, không ràng buộc, mục tiêu.

### Thương mại và các đối tác kinh tế toàn diện Đông Á (CEPEA)
Như đối với thương mại và hội nhập khu vực sau đây đã được ghi nhận trong báo cáo của nước chủ tịch:

12. Chúng tôi hoan nghênh những nỗ lực của ASEAN hướng tới hội nhập sâu hơn và xây dựng cộng đồng, và tái khẳng định quyết tâm của chúng tôi làm việc chặt chẽ với nhau trong việc thu hẹp khoảng cách phát triển trong khu vực của chúng tôi. Chúng tôi nhắc lại sự ủng hộ đối vai trò của ASEAN là động lực cho hội nhập kinh tế trong khu vực này. Để làm sâu sắc hơn hội nhập, chúng tôi nhất trí khởi động một nghiên cứu theo dõi hai trên một đối tác kinh tế toàn diện Đông Á (CEPEA) trong số những người tham gia EAS. Chúng tôi đã giao cho Ban Thư ký ASEAN để chuẩn bị một khung thời gian cho nghiên cứu và mời tất cả các nước của chúng tôi cử người tham gia tương ứng của họ trong đó.
Chúng tôi hoan nghênh đề xuất của Nhật Bản cho một Viện Nghiên cứu kinh tế ASEAN và Đông Á (ERIA).

Theo một số báo chí báo cáo các cuộc tranh luận về việc liệu sẽ có một nhóm thương mại dựa trên ASEAN+3 hoặc EAS.
Hoa Kỳ sau đó đã tuyên bố họ phản đối bất kỳ nhóm thương mại trong khu vực không liên quan đến họ. Sự ưa thích của Hoa Kỳ dường như là một nhóm kinh doanh dựa trên APEC.
Thực tế xuất hiện tuy nhiên đó phong trào hướng tới một mối quan hệ như vậy là một đường tắt. Lee Kuan Yew đã so sánh mối quan hệ giữa Đông Nam Á và Ấn Độ với Cộng đồng Châu Âu và Thổ Nhĩ Kỳ, và đã gợi ý rằng một khu vực tự do thương mại liên quan đến Đông Nam Á và Ấn Độ là 30 đến 50 năm nữa.

### ERIA
Các thành viên của EAS đã đồng ý nghiên cứu của Nhật Bản đề xuất Đối tác kinh tế toàn diện Đông Á (CEPEA). Như đã nói ở EAS lần thứ hai hoan nghênh Viện nghiên cứu kinh tế ASEAN và Đông Á (ERIA). ERIA như một viện được dự kiến như là một mạng lưới các nhà nghiên cứu chiến lược thúc đẩy nghiên cứu cần thiết.
Sau đó nó đã được thông báo rằng ERIA sẽ được thành lập vào tháng 11 năm 2007.